# T. S. Eliot Prize
T. S. Eliot Prize for Poetry heißen zwei voneinander unabhängige Literaturpreise im Vereinigten Königreich bzw. in den Vereinigten Staaten, benannt nach T. S. Eliot.

## T. S. Eliot Prize der Poetry Book Society
Der britische T. S. Eliot Prize wurde seit 1993 jährlich durch die von T. S. Eliot gegründete Poetry Book Society für eine Sammlung neuer Gedichte im Vereinigten Königreich oder in Irland verliehen. Mit der Schließung der Poetry Book Society ging die Verwaltung des Preises ab 2016 an die T. S. Eliot Foundation über. Der Preis ist seit 2017 mit 25.000 £ dotiert (zuvor 20.000 £). Die Jury besteht aus einem Vorsitzenden und zwei weiteren Mitgliedern, die den Preisträger aus einer zuvor veröffentlichten Shortlist auswählen.

### Preisträger
- 1993: Ciaran Carson, First Language: Poems
- 1994: Paul Muldoon, The Annals of Chile
- 1995: Mark Doty, My Alexandria
- 1996: Les Murray, Subhuman Redneck Poems
- 1997: Don Paterson, God’s Gift to Women
- 1998: Ted Hughes, Birthday Letters
- 1999: Hugo Williams, Billy’s Rain
- 2000: Michael Longley, The Weather in Japan
- 2001: Anne Carson, The Beauty of the Husband
- 2002: Alice Oswald, Dart
- 2003: Don Paterson, Landing Light
- 2004: George Szirtes, Reel
- 2005: Carol Ann Duffy, Rapture
- 2006: Seamus Heaney, District and Circle
- 2007: Sean O’Brien, The Drowned Book
- 2008: Jen Hadfield, Nigh-No-Place
- 2009: Philip Gross, The Water Table
- 2010: Derek Walcott, White Egrets
- 2011: John Burnside, Black Cat Bone
- 2012: Sharon Olds, Stag’s Leap
- 2013: Sinéad Morrissey, Parallax
- 2014: David Harsent, Fire Songs
- 2015: Sarah Howe, Loop of Jade
- 2016: Jacob Polley, Jackself
- 2017: Ocean Vuong, Night Sky with Exit Wounds
- 2018: Hannah Sullivan, Three Poems[1]
- 2019: Roger Robinson, A Portable Paradise
- 2020: Bhanu Kapil, How to Wash a Heart
- 2021: Joelle Taylor, C+nto & Othered Poems
- 2022: Anthony Joseph, Sonnets for Albert
- 2023: Jason Allen-Paisant, Self-Portrait as Othello

## T. S. Eliot Prize der Truman State University
Der US-amerikanische T. S. Eliot Prize wurde seit 1997 jährlich durch die Truman State University in T. S. Eliots Heimatstaat Missouri für eine neue Gedichtsammlung in englischer Sprache verliehen. Er war mit 2.000$ dotiert. Aus Bewerbern wurden Finalisten zusammengestellt, unter denen ein jährlich wechselnder Juror den Preisträger auswählte. Letztmals wurde der Preis 2017 vergeben; seitdem ist die Preisvergabe eingestellt oder unterbrochen („discontinued“).

### Preisträger
- 1997: William Baer, The Unfortunates
- 1998: Rhina Espaillat, Where Horizons Go
- 1999: David Keplinger, The Rose Inside
- 2000: H. L. Hix, Rational Numbers
- 2001: Christopher Bakken, After Greece
- 2002: James Gurley, Human Cartography
- 2003: Barbara Campbell, Erotic Distance
- 2004: Michael Sowder, The Empty Boat
- 2005: Mona Lisa Saloy, Red Beans and Ricely Yours
- 2006: Rebecca Dunham, The Miniature Room
- 2007: Carol V. Davis, Into the Arms of Pushkin: Poems of St. Petersburg
- 2008: Victoria Brockmeier, my maiden cowboy names
- 2009: David Moolten, Primitive Mood
- 2010: Dean Rader, Works & Days
- 2011: B. K. Fisher, Mutiny Gallery
- 2012: David Livewell, Shackamaxon
- 2013: Luc Phinney, Compass
- 2014: Ilyse Kusnetz, Small Hours
- 2015: Laura Bylenok, Warp
- 2016: Alison Moncrief Bromage, Daughter Daedalus
- 2017: Terry Ann Thaxton, Mud Song

## Belege
1. ↑  Poet’s ‘absolutely exhilarating’ first collection Three Poems takes £25,000 prize, The Guardian vom 14. Januar 2019, abgerufen am 15. Januar 2019.